# Saint-Quentin-la-Poterie
Saint-Quentin-la-Poterie is een gemeente in het Franse departement Gard (regio Occitanie). De plaats maakt deel uit van het arrondissement Nîmes. Saint-Quentin-la-Poterie telde op 1 januari 2022 3.110 inwoners.

## Geografie
De oppervlakte van Saint-Quentin-la-Poterie bedroeg op 1 januari 2022 24,06 vierkante kilometer; de bevolkingsdichtheid was toen 129,3 inwoners per km².

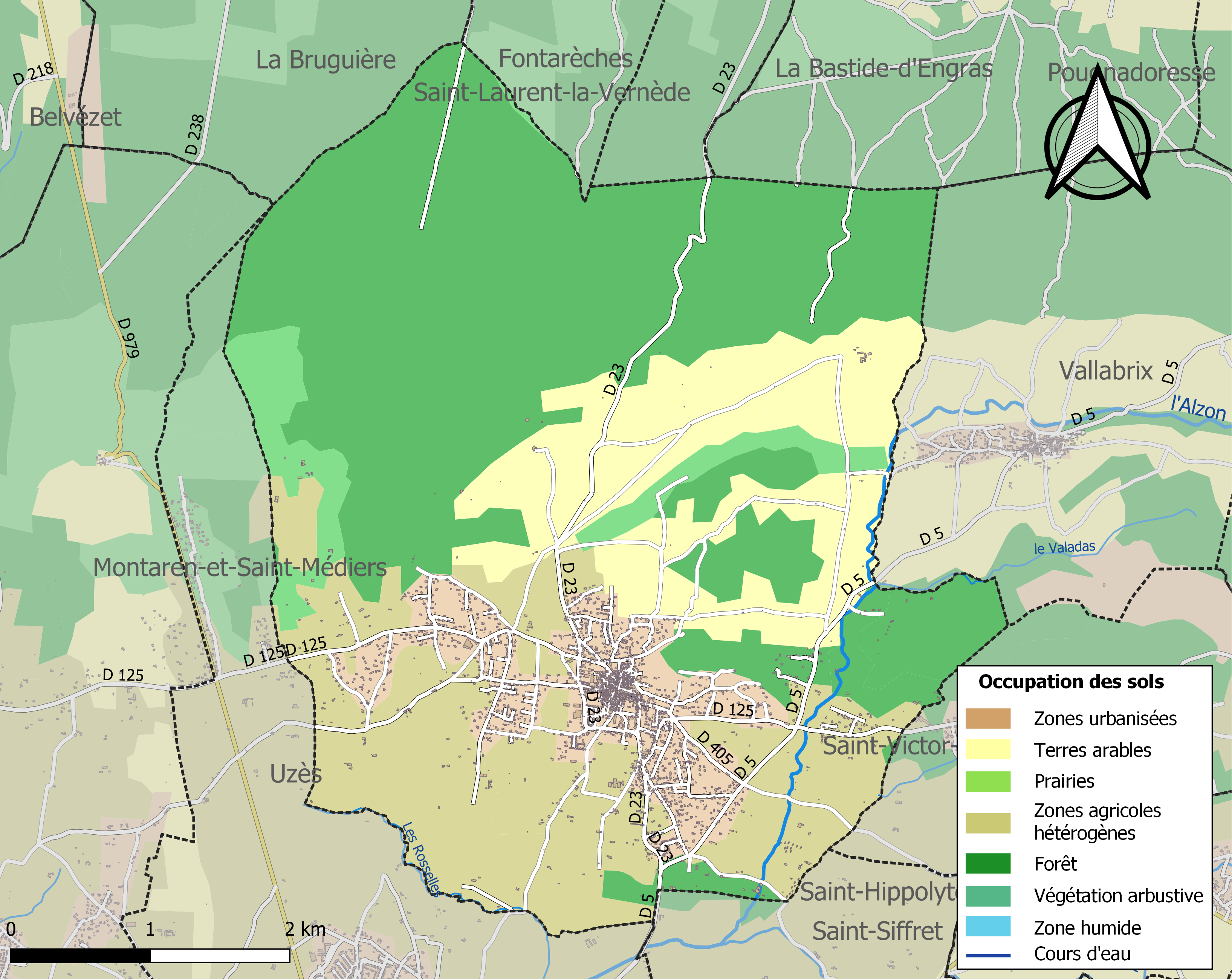
Kaart van de gemeente met belangrijkste infrastructuur, bodemgebruik en omliggende gemeenten

## Demografie
Onderstaande figuur toont het verloop van het inwonertal (bron: INSEE-tellingen).

## Geboren
- Joseph Monier (1823-1906), tuinman en grondlegger in de ontwikkeling van gewapend beton